# George Abercromby (2e baron Abercromby)
George Abercromby, 2e baron Abercromby (14 octobre 1770 - 15 février 1843) est un avocat, homme politique et pair écossais.

## Biographie
Il est le fils aîné du lieutenant-général Ralph Abercromby et de Mary Abercromby, 1re baronne Abercromby, et devient, comme son grand-père, avocat, et est admis au barreau en 1794. À sa mort en 1843, son fils lui succède dans la baronnie.
Il est député whig d'Édimbourg, de 1805 à 1806, de Clackmannanshire de 1806 à 1807 et de 1812 à 1815. À la mort de sa mère, le 11 février 1821, il devient 2e baron Abercromby. Il hérite également du domaine d'Airthrey de son oncle, Robert Abercromby d'Airthrey, en 1827. Il est Lord Lieutenant du Stirlingshire, de 1837 à 1843 et, malgré son âge et sa maladie, accueille la reine Victoria dans son voyage à travers l'Écosse en 1842. À sa mort, il est enterré à Tullibody.

## Famille
Il épouse Montague Dundas (née le 30 avril 1772), troisième fille d'Henry Dundas (1er vicomte Melville) et Elizabeth Rennie, à Édimbourg le 25 janvier 1799 et ont:
- George Abercromby (3e baron Abercromby) (1800–1852). Marié le 3 avril 1832 avec Louisa-Penuel, n. 22 juillet 1810. (Fille de John Hay-Forbes, Lord de Session de la justice écossaise)
- Montague Abercromby (1807-1853), épouse Fox Maule-Ramsay (11e comte de Dalhousie) (1831)
- Mary Ann Abercromby (1811–1898), épouse le colonel. NR Marron (1857)